# زاک دمپستر
زاک دمپستر (انگلیسی: Zak Dempster؛ زادهٔ ۲۷ سپتامبر ۱۹۸۷) دوچرخه‌سوار اهل استرالیا است.
از باشگاه‌هایی که در آن بازی کرده‌است می‌توان به بورا–هانسگروهه و تیم دوچرخه‌سواری آکادمی اسرائیل اشاره کرد.